# Brodeț, Dubrovîțea
Brodeț (în ucraineană Бродець) este un sat în comuna Tumen din raionul Dubrovîțea, regiunea Rivne, Ucraina.

## Demografie
Componența lingvistică a localității Brodeț
     Ucraineană (96,21%)
     Belarusă (3,79%)
Conform recensământului din 2001, majoritatea populației localității Brodeț era vorbitoare de ucraineană (96,21%), existând în minoritate și vorbitori de belarusă (3,79%).